# Ван Цзяньцзяхе
Ван Цзяньцзяхе (17 липня 2002) — китайська плавчиня.
Призерка Чемпіонату світу з водних видів спорту 2019 року.
Чемпіонка світу з плавання на короткій воді 2018 року.
Переможниця Азійських ігор 2018 року.